# Synaxis pallulata
Synaxis pallulata är en fjärilsart som beskrevs av George Duryea Hulst 1887. Synaxis pallulata ingår i släktet Synaxis och familjen mätare. Inga underarter finns listade i Catalogue of Life.